# Napomyza tripolii
Napomyza tripolii este o specie de muște din genul Napomyza, familia Agromyzidae, descrisă de Spencer în anul 1966. Conform Catalogue of Life specia Napomyza tripolii nu are subspecii cunoscute.